# ريك كازاريز
ريك كازاريز (بالإنجليزية: Rick Casares)‏ هو لاعب كرة قدم أمريكية أمريكي، ولد في 4 يوليو 1931 في تامبا في الولايات المتحدة، وتوفي بنفس المكان في 13 سبتمبر 2013.

## وصلات خارجية
- ريك كازاريز على موقع كلية كرة السلة في سبورتس رفرنس.كوم (الإنجليزية)
- ريك كازاريز على موقع مرجع كرة القدم المحترفة.كوم (الإنجليزية)
- ريك كازاريز على موقع قاعة فلوريدا للمشاهير الرياضية (الإنجليزية)